# 埃斯特拉米亚克
埃斯特拉米亚克（法語：Estramiac，法語發音：[ɛstʁamjak]）是法国热尔省的一个市镇，属于孔东区。

## 地理
埃斯特拉米亚克（43°50'11"N, 0°50'55"E）面积9.69 平方千米，位于法国奧克西塔尼大區热尔省，该省份为法国西南部内陆省份，北起顺时针与洛特-加龙省、塔恩-加龙省、上加龙省、上比利牛斯省、大西洋比利牛斯省和朗德省接壤。
与埃斯特拉米亚克接壤的市镇（或旧市镇、城区）包括：阿旺萨克、比韦斯、翁普斯、佩苏朗、索洛米亚克、图讷库普。

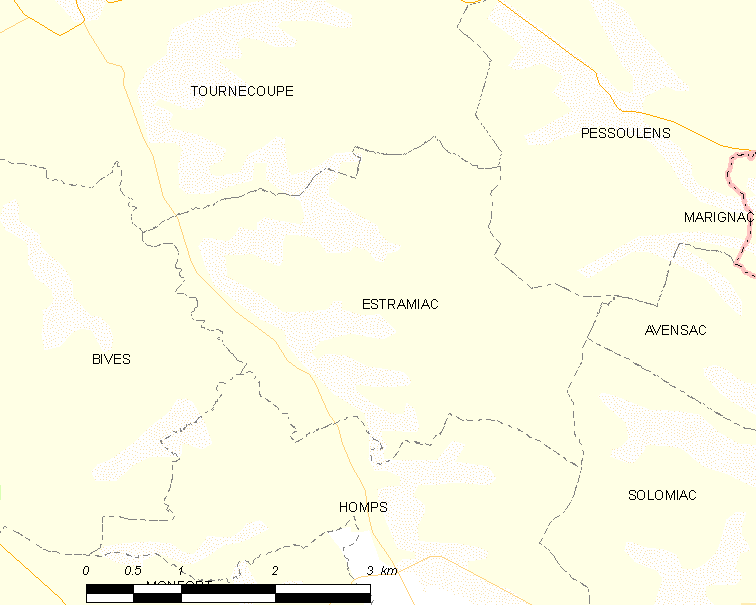
埃斯特拉米亚克的OSM定位图

埃斯特拉米亚克的时区为UTC+01:00、UTC+02:00（夏令时）。

## 行政
埃斯特拉米亚克的邮政编码为32380，INSEE市镇编码为32129。

## 政治
埃斯特拉米亚克所属的省级选区为弗勒朗斯-洛马涅县。

## 人口

1962-2008年间埃斯特拉米亚克人口变化图示

埃斯特拉米亚克于2022年1月1日时的人口数量为122人。